# Любожанка
Любожа́нка (бел. Любажа́нка, также Любоже́нка) — бывшая деревня (урочище) на территории Добринёвского сельсовета Дзержинского района Минской области Беларуси, уничтоженная в январе 1943 года немецко-фашистскими оккупантами вместе с жителями во время карательной операции «Якоб». Располагалась в 49 километрах от Минска, 30 километрах от Дзержинска, 2 километрах западнее деревни Самодуровщина, располагалась на берегу реки Жесть.

## История
Первые упоминания о деревне Любожанка встречаются в инвентарной книге землевладельцев Чапских, как о застенке Люб в 1780-м году. В начале XIX века сформировалась нынешнее название. По преданию, деревня была построена на месте сторожки лесника, который стал основателем рода. Дети, внуки, правнуки его селились здесь, что и привело к появлению небольшой лесной деревни.
До Великой Отечественной войны она находилась в середине лесного массива недалеко от деревень Даниловичи и Добринёво, деревня находилась в составе Станьковского сельсовета (с 1939 года). В деревне насчитывалось 11 дворов. Население занималось сельским хозяйством, работало на заготовке леса. Согласно переписи населения 1926 года в деревне проживало 65 человек. Перед началом войны, в 1939 году в ней проживало 59 человек, насчитывалось 14 семей. Маленькая, незаметная лесная деревня в годы войны стала партизанской. Мужчины пополняли ряды партизан бригады им. Ворошилова. Женщины пекли хлеб, выращивали партизанам пшеницу и рожь, собирали урожай. В деревне постоянно действовал партизанский маяк. Здесь назначались встречи со связными из Дзержинска, Узды, Озера. Практически каждая семья была связана с партизанами. Известно, что жители деревни Любожанка поддерживали связь с партизанским отрядом, который действовал в Станьковском лесу. Они выпекали для партизан хлеб, шили одежду, стирали белье, собирали и передавали сведения партизанам о перемещении немецких войск.

## Карательная операция
В конце 1942 — начале 1943 года немцы вывозили молодежь на принудительные работы в Германию. Девушки и парни из окрестных деревень Сосновка, Кленовка, Станьково, чтобы не попасть в фашистское рабство, скрылись в деревне Любажанка. Переночевав, они возвращались домой через Станьковский военный полигон в направлении Станьковской дороги. Здесь молодежь и наткнулась на немецкий патруль. Молодые объяснили немцам, что они были у родственников в Любожанке, праздновали Рождество. Однако полицай из Дзержинска узнал некоторых из ребят, и немцы вывезли всех в Любожанку выяснять степень родства. Многие жители деревни признавали «родственников», а некоторые нет.
Тогда немцы согнали всех 18 человек в колхозную конюшню и расстреляли, у себя же в документах сделали оценку, что в Любожанке — партизаны. В начале января в деревне Любожанка столкнулась с немцами подрывная группа Ивана Мащенко, в составе 5-и человек. И.Т. Мащенко  заметил группу немецких разведчиков в двух километрах от Любожанки. На вопрос немцев, о партизанах Мащенко ответил, что он староста деревни Любожанка с друзьями и протянул немцу самогон. Немец радостно засмеялся, но заставил Ивана попробовать самогон и только после этого забрал бутылку себе. На вопросы немецких военнослужащих, командир отвечал, что партизан в деревне нет. По неизвестной причине, гитлеровцы не обыскали партизанский отряд и отпустили. В это же время в деревне появилась немецкая разведка и она попала под пристальную слежку. Через какое-то время в деревню Самодуровщина (ошибочно) приехал отряд немцев. Каратели согнали всех жителей деревни и перечислили, количество человек не совпадало, и они долго не могли понять, в чем же дело. Вскоре приехал офицер, уточнил по карте местность и направил отряд в Любожанку.
В субботу 8 января 1943 года в деревню неожиданно ворвались каратели. Они врывались в дома и расстреливали всех на месте, кто пытался бежать — догоняли овчарки. Жилье и другие постройки сразу же поджигали. По официальной версии, были убиты 42 жителя деревни, среди них 14 детей. Так полностью исчезла маленькая деревня Любожанка. Она стала первой в списке деревень Дзержинского района, подлежащих полному уничтожению за связь с партизанами. Любожанка была уничтожена в первый день фашистской карательной операции «Якоб». Из всех жителей Любожанки остались живыми сестры Анна и Юзефа Дойняк, Эмма и Ариадна Шамко, братья Вячеслав и Валентин Шабловский. Они убежали по льду через реку Жесть в деревню Даниловичи. Немцы стреляли по ним, но они остались живы. После войны деревня Любожанка возрождена не была.

## Список погибших жителей
1. Шамко Владимир Николаевич;
2. Колос Варвара Антоновна;
3. Колос Пётр Семёнович;
4. Колос Вера Павловна;
5. Колос Зинаида Петровна;
6. Колос Леонида Петровна;
7. Колос Валентин Петрович;
8. Колос Иван Петрович;
9. Колос Стефанида Фомична;
10. Колос Иосиф Семёнович;
11. Колос Ольга Савельевна;
12. Колос Бронислава Иосифовна;
13. Колос Валентина Иосифовна;
14. Колос Николай Иосифович;
15. Колос София;
16. Колос Николай Николаевич;
17. Колос Викентий Николаевич;
18. Колос Самуил Николаевич;
19. Колос Владимир Николаевич;
20. Колос Наталья Стефановна;
21. Колос Викентий Антонович;
22. Дойняк Антон Сельвестрович;
23. Дойняк Анна Андреевна;
24. Дойняк Гаврила Антонович;
25. Дойняк Надежда;
26. Дойняк Борис Владимирович;
27. Дойняк Юзефа;
28. Дойняк Иван Матвеевич;
29. Дойняк Эмилия Иосифовна;
30. Дойняк Галина Брониславовна;
31. Дойняк Стефанида;
32. Лихачевский Иван;
33. Лихачевский Антон Иванович;
34. Лихачевская Станислава Владимировна;
35. Лихачевская Анна Константиновна;
36. Лихачевская Валентина Николаевна;
37. Станкевич Анна Александровна;
38. Станкевич Мария;
39. Станкевич Леонида Александровна;
40. Станкевич Вера Александровна;
41. Шаболинская Анна Карловна.